# Enoplognatha latimana
Enoplognatha latimana es una especie de araña araneomorfa del género Enoplognatha, familia Theridiidae. Fue descrita científicamente por Hippa & Oksala en 1982.
Habita en Europa, África del Norte, Turquía, Cáucaso, Rusia (Europa) a Asia Central e Irán. Introducido a Canadá, también en los Estados Unidos. Suele ser encontrada en hojas rizadas y presenta manchas oscuras.